# Alice-Reihe

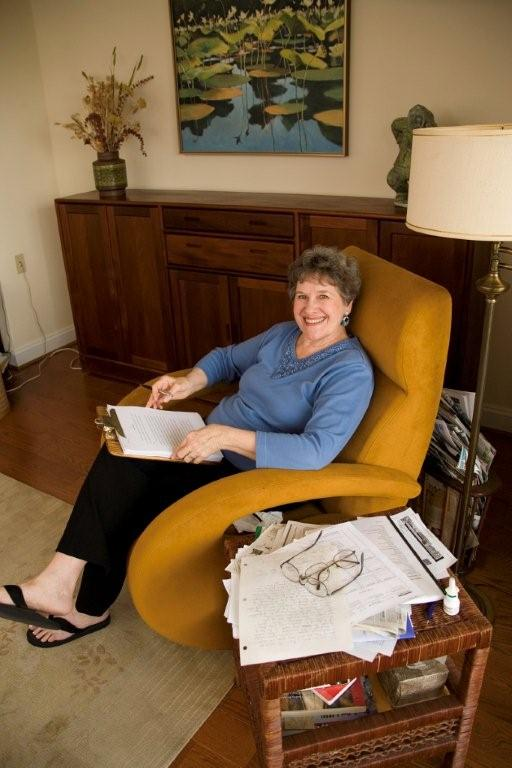
Die Autorin Phyllis Reynolds Naylor

Die Alice-Reihe (englischer Originaltitel: Alice series) ist eine Buchreihe der US-amerikanischen Autorin Phyllis Reynolds Naylor. Die Veröffentlichung der Reihe begann 1985 in den USA. Das handlungschronologisch erste Buch Aller Anfang ist verflixt, Alice erschien auf Englisch (Starting with Alice) im September 2002 im Verlag Atheneum Books for Young Readers als Paperback (ISBN 0689843968) und beschreibt Alice in der 3. Klasse. Bisher wurden nur die ersten 14 Bände der Hauptserie, sowie die 3 Bände der Prequel-Serie, ins Deutsche übersetzt. Sie erschienen von 1999 bis 2008 beim Loewe Verlag in Bindlach. Die Taschenbuchausgabe erschien ab 2006 bei Fischer Taschenbuch in Frankfurt am Main.

## Handlung
Die Alice-Reihe behandelt den Hauptcharakter, Alice McKinley – von ihrem Vater und ihrem älteren Bruder immer Al genannt –, als sie in Silver Spring, Maryland aufwächst. Ihre Mutter starb an Leukämie als Alice vier oder fünf Jahre alt war; sie erinnert sich nicht mehr genau daran. Alice hatte zuerst Probleme, sich in einem Männerhaushalt zurechtzufinden, aber ihr Vater und ihr Bruder Lester versprechen, offen und ehrlich zu Alice zu sein. Sie hat sehr wenige Erinnerungen an ihre Mutter; häufig verwechselt sie sie mit ihrer Tante. Sie scheint eine bemerkenswerte Ähnlichkeit mit ihr zu haben, besonders ihr rotblondes Haar.
Andere Charaktere sind Alice’ zwei beste Freundinnen Pamela und Elisabeth, ihr erster ernster Freund Patrick, ihr folgender Freund Sam, ihre prüde Tante Sally, die vielen Freundinnen von Lester und ihre Literaturlehrerin in der 7. Klasse, Miss Sylvia Summers. Alice versucht, ihren Vater mit dieser zu verheiraten – schließlich mit Erfolg.
Die Alice-Reihe beinhaltet viele Themen, einschließlich Beziehungen, Dates, Sex, Freundschaft, Lebensprobleme, Familie, Gott und die Welt. Die Bücher standen über mehrere Jahre auf der ALA-Liste der am meisten angegriffenen Bücher; aufgrund ihrer Thematisierung von Sexualität sind die Bücher 2003 auf Platz 1 der Liste gelandet.

## Charaktere
- Alice Kathleen McKinley ist die Protagonistin und Erzählerin der Reihe. Sie ist ein intelligentes und aufgeschlossenes Mädchen. Ihre Mutter starb an Leukämie als Alice vier oder fünf Jahre alt war. Alice fühlt sich oft als ob sie deswegen nicht wüsste, wie sie „eine Frau sein“ könnte, doch sie schafft es, zurechtzukommen. Sie hat rotblondes Haar und grüne Augen. In der Junior High School ist sie Mitglied des Fotoclubs und in der High School wird sie Reporterin für die Schülerzeitung. Alice möchte entweder Psychiaterin oder Psychologin werden.
- Benjamin McKinley ist Alice’ Vater und normalerweise die perfekte Person für Alice, um nach Rat zu fragen. Zu Beginn der Reihe wird er als schüchterne Person dargestellt. Er war durch den Tod seiner Frau zerrissen, ist danach aber wieder zuversichtlich und heiratet Sylvia Summers, Alice’ Literaturlehrerin in der 7. Klasse in „Including Alice“. Er arbeitet in einem Musikladen, dem „Melody Inn“.
- Lester McKinley ist Alice’ Bruder. Er ist sieben Jahre älter, aber Alice fühlt sich ihm sehr nahe. Trotzdem ist Lester oft zu beschäftigt, um mit Alice zu reden und weicht einem Großteil ihrer Fragen aus oder beantwortet sie sarkastisch. Er ist auf dem College und studiert Philosophie. Lester ist der „ladies man“, aber er hat Probleme, sich festzulegen. In der ersten Hälfte der Reihe pendelt er zwischen zwei Freundinnen: Crystal Harkins und Marilyn Rawley.
- Elisabeth Price ist eine strenggläubige Katholikin, die es stört, dass Jungen wissen, dass sie schwitzt, verdaut und andere Dinge. Sie hat eine strenge Meinung über Sex und ist sehr philosophisch. Alice, Gwen und Pamela verstehen ihre Gefühle, obgleich sie diese verliert, als sie älter wird. Ihre Freunde beschreiben sie wegen ihrer langen, lockigen Haare und dicken Wimpern als hübsch. Sie ist eine von Alice’ drei besten Freundinnen.
- Pamela Jones ist eine aufgeschlossene Blonde, die Alice in der 6. Klasse kennenlernt. In Sachen Beziehungen pendelt sie zunächst zwischen zwei Jungen: Mark Stedmeister und Brian Brewster. Später hat sie eine Beziehung mit einem Jungen namens Tim. Sie spricht oft über Teile des Erwachsenseins und Sex, was Elisabeth manchmal schockiert. Pamela hat das schwierigste Familienleben wegen der schwierigen Trennung und Scheidung ihrer Eltern. Sie ist einfühlsam mit Jungen, doch ihr Interesse an Sex führt zu ihrer Schwangerschaft. Sie ist eine von Alice’ drei besten Freundinnen.
- Gwen Wheeler ist ein kluges, talentiertes Mädchen in Alice’ Freundeskreis. Sie trifft Alice und ihre Freunde in der 8. Klasse. Sie ist eine von Alice’ besten Freundinnen und gibt Alice Nachhilfe in Algebra. Sie möchte Ärztin werden und ist Afroamerikanerin, weswegen sie manchmal ausgeschlossen wird. Sie hat oft gute Ideen und Ansichten und arbeitet gut mit Kindern. Sie kann nicht zu Pamelas nach Hause kommen, weil Pamelas Vater voreingenommen ist.
- Sylvia Summers startet als Alice’ Literaturlehrerin in der 7. Klasse und wir von Alice bewundert. Alice möchte ihren Vater und Sylvia zusammenbringen, so dass sie an Weihnachten Sylvia zu einem Messiah-Singen zur Kirche mit ihrem Vater einlädt, damit sie sich kennenlernen können. Später in der Alice-Reihe heiraten Ben und Sylvia und Sylvia wird die Stiefmutter, die sich Alice gewünscht hat.
- Patrick Long ist Alice’ Ex-Freund, der ihr jedoch immer noch nah ist. Sie sind in der 6. Klasse zusammen, aber Alice macht Schluss, weil sie sich für eine Beziehung noch nicht reif genug fühlt. Später kommen sie wieder zusammen. Dann geht die Beziehung zu Beginn der High School zu Ende, weil ein Mädchen namens Penny in ihrer Klasse mit Patrick flirtet und er nicht versucht, Penny zu stoppen. Seine Beziehung mit Penny dauerte nicht länger als ein paar Monate, während die mit Alice mehr als zwei Jahre dauerte. Patrick hatte Alice immer gemocht, seit die Beziehung zu Ende war und fragte sie, ob sie mit ihm zum Ball gehen wollte.
- Penny ist zunächst ein lustiges, nettes Mädchen für Patrick Long. Anfangs arbeitete sie in einer Eisdiele, wo sich Patrick und Penny kennenlernten. Wegen Alice' Eifersucht trennte sich Patrick von ihr und später war er mit Penny zusammen, jedoch nur ein paar Monate.
- Tante Sally ist die Schwester von Alice’ verstorbener Mutter. Sie lebt in Chicago mit ihrem Ehemann Milt. Alice verwechselt manchmal die Erinnerungen an ihre Mutter mit denen an Tante Sally. Tante Sally ist sehr gut darin, Alice Ratschläge zu geben, aber manchmal fragt Alice bei persönlichen Dingen – wie über das Thema Sex – lieber Sallys Tochter Carol.
- Sam Mayer ist einer von Alice’ ernsthaften Freunden. Sie trifft ihn in der 8. Klasse. Er fotografiert für die Schülerzeitung. Alice macht nach ein paar Monaten Schluss, weil sie sich verhätschelt fühlt.
- Marilyn Rawley war eine von Lesters ernsthaften Freundinnen. Sie hat langes, braunes Haar und spielt Gitarre. Sie heiratet einen Mann namens Jack in „Alice On Her Way“. In „Der Kuss ist ein Muss, Alice“ beginnt Marilyn im Melody Inn zu arbeiten. In „Voll in Form, Alice“ wird sie zur stellvertretenden Geschäftsführerin in Mr. McKinleys Musikladen.
- Amy Sheldon ist ein neues Mädchen in der Schule, das versucht, mit Alice und ihren Freunden Freundschaft zu schließen, wird aber wegen ihres merkwürdigen Charakters zurückgewiesen. Die einzige Person, die Amy ein wenig mag, ist Alice.
- Rosalind ist Alice’ beste Freundin in Takoma Park. Einige Jahre später treffen sie und Alice sich wieder und mailen sich oft. Rosalind taucht erstmals in „Aller Anfang ist verflixt, Alice“ auf.
- Mrs. Plotkin ist Alice’ Lehrerin in der 6. Klasse, die ihr hilft zu lernen, dass die inneren Werte zählen. Allerdings verstirbt sie an einem Herz- und Nierenversagen in "Voll in Form, Alice".

## Die Alice-Vorläufer
- „Aller Anfang ist verflixt, Alice“ (Starting With Alice – veröffentlicht in den USA am 1. September 2002) – 3. Klasse (Alice versucht, damit klarzukommen, dass sie „das neue Mädchen“ ist, als sie, ihr Vater, und Lester nach Takoma Park, Maryland umziehen, weil der Laden, in dem Alice’ Vater arbeitet, ihn nach Maryland versetzt hat.)
- „Voll ins Fettnäpfchen, Alice“ (Alice in Blunderland – veröffentlicht in den USA am 1. September 2003) – 4. Klasse (Alice fühlt sich, als ob sie ihren Peinlichkeiten nicht entkommen kann.)
- „Durch dick und dünn, Alice“ (Lovingly Alice – veröffentlicht in den USA am 1. September 2004) – 5. Klasse (Alice denkt, dass die 5. Klasse nur ein Witz ist.)

## Die Reihe
1. Peinlich, peinlich, Alice (The Agony of Alice – veröffentlicht in den USA am 1. September 1985) – 6. Klasse (Alice zieht von Takoma Park nach Silver Spring um und hat Probleme, an ihrer neuen Schule Freunde zu finden. Die ganze Zeit strebt sie danach, die schöne Miss Cole als Lehrerin zu haben, später jedoch merkt sie, dass die inneren Werte zählen.)
2. Heute schon geküsst, Alice? (Alice in Rapture, Sort of – veröffentlicht in den USA am 31. März 1989) – Sommer vor der 7. Klasse (Alice, Pamela und Elisabeth haben alle einen Freund.)
3. Pleiten, Pech und Alice (Reluctantly Alice – veröffentlicht in den USA am 30. März 1991) – Herbst der 7. Klasse (Alice versucht, die 7. Klasse zu überstehen, und sie schließt ein Abkommen mit Denise Whitlock, der Schultyrannin.)
4. Wie es dir gefällt, Alice (All but Alice – veröffentlicht in den USA am 30. April 1992) – Winter der 7. Klasse (Alice versucht, sich zwischen Beliebtheit oder sie selbst zu sein zu entscheiden.)
5. April, April, Alice (Alice in April – veröffentlicht in den USA am 30. April 1993) – Frühling der 7. Klasse (Alice versucht, die Frau des Hauses zu werden, weil Tante Sally sagt, sie sei es am Werden.)
6. Jetzt schlägt's 13, Alice (Alice In-Between – veröffentlicht in den USA am 1. März 1994) – Ende der 7. Klasse (Alice, Pamela und Elisabeth fahren nach Chicago, um Tante Sally zu besuchen.)
7. Sei kein Frosch, Alice (Alice the Brave – veröffentlicht in den USA am 1. Mai 1995) – Sommer vor der 8. Klasse (Alice hat Angst, dass ihre Freunde ihre Furcht vor tiefem Wasser bemerken könnten.)
8. Der Kuss ist ein Muss, Alice! (Alice in Lace – veröffentlicht in den USA am 1. März 1996) – Anfang der 8. Klasse (Alice und Patrick geben als Teil eines Schulprojekts vor, verheiratet zu sein.)
9. Mut ist gut, Alice (Outrageously Alice – veröffentlicht in den USA am 1. Mai 1997) – Herbst der 8. Klasse (Alice ist von der Eintönigkeit ihres Lebens gelangweilt und färbt – sehr zum Missfallen ihres Vaters – ihr Haar grün.)
10. Schmetterlinge im Bauch (Achingly Alice – veröffentlicht in den USA am 1. Juni 1998) – Winter der 8. Klasse (In Alice’ Leben tritt ein neuer Junge.)
11. Hals über Kopf, Alice (Alice on the Outside – veröffentlicht in den USA am 1. Juni 1999) – Frühling der 8. Klasse (Alice erforscht die Vorurteile.)
12. Voll in Form, Alice (The Grooming of Alice – veröffentlicht in den USA am 1. Mai 2000) – Sommer vor der 9. Klasse (Alice, Pamela, und Elisabeth versuchen den ganzen Sommer, perfekte Körper für die 9. Klasse zu bekommen.)
13. Augen zu und durch, Alice (Alice Alone – veröffentlicht in den USA am 1. Mai 2001) – Erstes Halbjahr der 9. Klasse (Alice kämpft mit dem Gedanken, Single zu sein und dass Patrick ein anderes Mädchen, Penny, mag.)
14. Unverhofft küsst oft, Alice (Simply Alice – veröffentlicht in den USA am 1. Mai 2002) – Zweites Halbjahr der 9. Klasse (Pamela und Elisabeth fühlen sich von Alice’ Leben ausgeschlossen, weil Alice immer mit der Schule beschäftigt ist.)
15. Patiently Alice – veröffentlicht in den USA am 1. Mai 2003 – Sommer vor der 10. Klasse (Alice, Pamela, Elisabeth und Gwen melden sich freiwillig als Betreuer in einem Camp für Problemkinder.)
16. Including Alice – veröffentlicht in den USA am 1. Mai 2004 – Erstes Halbjahr der 10. Klasse (Sylvia und Ben heiraten. Alice denkt über den Wert gesellschaftlicher Sitten nach.)
17. Alice on Her Way – veröffentlicht in den USA am 1. Juni 2005 – Zweites Halbjahr der 10. Klasse (Alice kämpft mit Sexproblemen, Engagement- und Verantwortungsproblemen. Sie versucht auch, einen Führerschein zu bekommen, und fängt an, nett zu Sam Mayer zu sein, aber dann passieren wundervolle Dinge und Sam Mayer macht eine große Erfahrung.)
18. Alice in the Know – veröffentlicht in den USA am 1. Juni 2006 – Sommer vor der 11. Klasse (Alice bekommt einen Teilzeitjob im Einkaufszentrum.)
19. Dangerously Alice – veröffentlicht in den USA am 8. Mai 2007 – Erstes Halbjahr der 11. Klasse (Alice versucht, ihr „Gutes Mädchen“-Image durch das Eingehen von Risiken loszuwerden und sich auf einen älteren Jungen einzulassen.)
20. Almost Alice – veröffentlicht in den USA am 18. Juni 2008 – Zweites Halbjahr der 11. Klasse (Alice und Patrick gehen zum Ball, und es gibt große Veränderungen für Pamela.)
21. Intensely Alice – veröffentlicht in den USA am 2. Juni 2009 – Der Sommer vor der 12. Klasse (Ein Ereignis bringt die Gruppe wieder zusammen.)
22. Alice in Charge – veröffentlicht in den USA im Juni 2010 – Erstes Halbjahr der zwölften Klasse (Während Alice wegen College – Bewerbungen panisch wird, begegnet sie einer Gruppe von Neonazis, die den Schulfrieden zerstören wollen.)
23. Incredibly Alice – veröffentlicht in den USA am 10. Mai 2011 – Zweites Halbjahr der zwölften Klasse
24. Alice on Board – Mai 2012 – Der Sommer vor der Universität (Alice und einige Freunde bekommen Arbeit auf dem Chesapeake-Bay-Kreuzfahrtschiff, auf dem sie als Zimmermädchen und Kellner(in)arbeiten.)
25. Always Alice – Oktober 2013 (Chronik von Alice im Alter von 18 bis 60)

## Film
Eine Filmversion der Reihe von Alice, genannt „Alice Upside Down“, wurde als DVD am 27. Juli 2008 veröffentlicht. Es zeigt Alyson Stoner, Luke Perry und Lucas Grabeel in den Hauptrollen. Der Film beachtet die Vorläufer nicht. Er handelt von Alice alias Al, die mit der 6. Klasse anfängt, und sie hat Probleme, Freunde zu finden. Sie hat ständig Visionen, die ihr das Gefühl vermitteln, eine sehr beliebte Person zu sein. Sie trifft neue Leute, besonders Patrick, den sie im Ankleideraum eines Ladens trifft. Pamela ist das beliebte Mädchen, das grundsätzlich bekommt, was es will. Elisabeth ist die neue Nachbarin von Alice, die gegenüber von Alice’ Familie lebt. Die Mutter von Alice starb, als Alice gerade fünf Jahre alt war. Al hat einen großen Bruder namens Lester, und er hat keine Schwierigkeiten, irgendwelche Freunde zu finden oder sich in seiner neuen Schule einzufügen. Tatsächlich findet er viele Freunde am ersten Schultag. Alice’ Vater hat der Tod seiner Frau hart getroffen.